# 茶店镇 (勉县)
茶店镇，是中华人民共和国陕西省汉中市勉县下辖的一个乡镇级行政单位。

## 行政区划
茶店镇下辖以下地区：
茶店村、余家湾村、七里沟村、分水铺村、艾叶口村、马家坪村、小砭河村、固益沟村、联欢村、马黄岭村、东沟村、二里坝村、长坝村和大营村。